# 크레이그 멜로
크레이그 캐머런 멜로(영어: Craig Cameron Mello, 1960년 10월 18일 ~ )는 미국의 생물학자이다. 2006년에 RNA 간섭(RNAi)에 대한 연구 업적을 인정받아 앤드루 파이어와 함께 노벨 생리학·의학상을 수상했다.

## 수상 경력
- 2003년 : 와일리상
- 2003년 : NAS Award in Molecular Biology
- 2005년 : 매스리상
- 2005년 : 가드너 국제상
- 2006년 : 노벨 생리학·의학상